# 野湯
野湯（のゆ、やとう）とは、自然の中に存在する温泉が自噴しており、かつその源泉を利用した商業施設が存在しない場所のこと。その形態は様々で、地元自治会や愛好家が定期的に手入れを行っている所、利用者自身がシート・土嚢・ショベルなどを用意して行かなければならない所もある。一部の野湯には硫化水素ガスなどの火山ガス発生地帯のため入浴に生命の危険を伴う場所や、自然保護の観点・所有者の許可が必要などの理由により立ち入り禁止となっている場所がある。

## 自然界で源泉が自噴

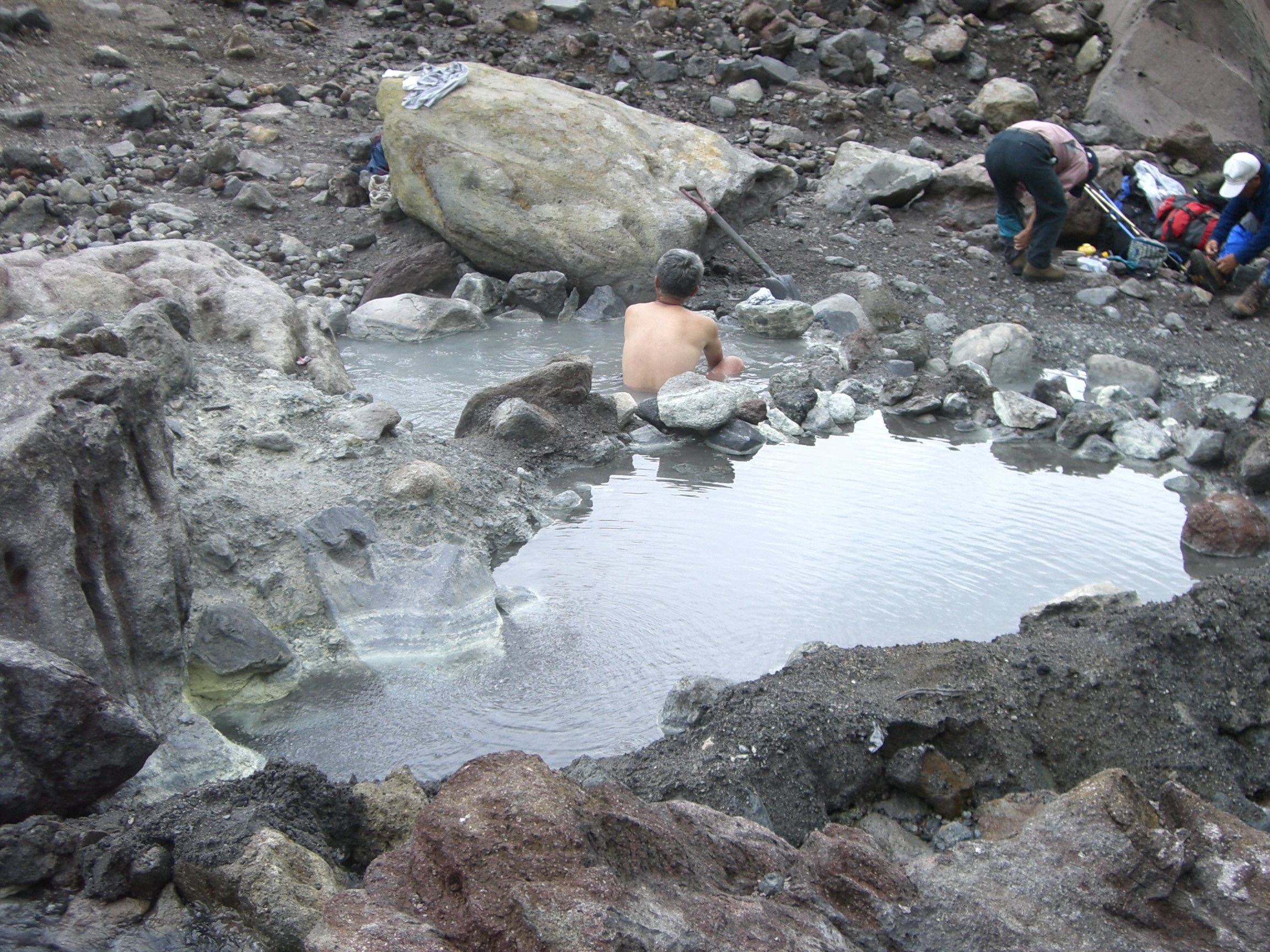
中岳温泉露天風呂、湯船メンテナンス用のシャベルが見える

野湯で一番多い形態である。川沿い、山肌などから温泉が湧出している。また、休火山や活火山では地下水がマグマで温められて噴出し、川そのものや、沼そのものが温泉となっているものもある。

### 山肌から源泉が自噴
山肌から源泉が染み出してきていたり、または地獄地帯のように地面のあちこちから源泉が自噴している場合などである。湯船はない場合が多く、地面を掘ったり持参したビニールプールやビニールシートなどで即席の湯船を作って入浴する。有志により湯船が整備されていることもあるが、一部には土地の所有者に無断で作られたものや国立公園内に違法に作られたものも存在する。湯温の調整が難しい。
中岳温泉などがこれにあたる。

### 河原に源泉が湧出

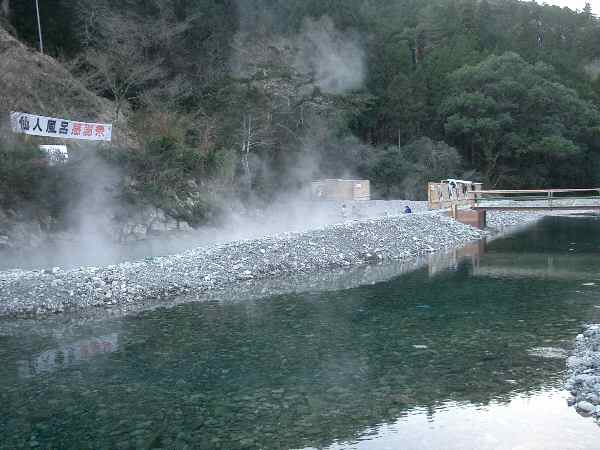
川湯温泉仙人風呂遠景、川向こうに湯船がある

川原を掘ると温泉が湧く。湯船を作成しやすく、川の水を使って容易に温度調整が可能なのが特徴。
川湯温泉、上湯温泉、切明温泉など。

### 河川、湖沼自体が温泉
基本的には上記形態に属する。川底や湖底に源泉があり、かつ高温または湧出量豊富で入浴に適した温度になっている場合がこれに該当する。
川原毛大湯滝、カムイワッカの滝、弟子屈町の池の湯、登別温泉の湯の川、秋田焼山の硫黄取りの湯、尻焼温泉の露天風呂、立山カルデラの新湯などがこれにあたる。

### 海岸の潮溜まりが温泉

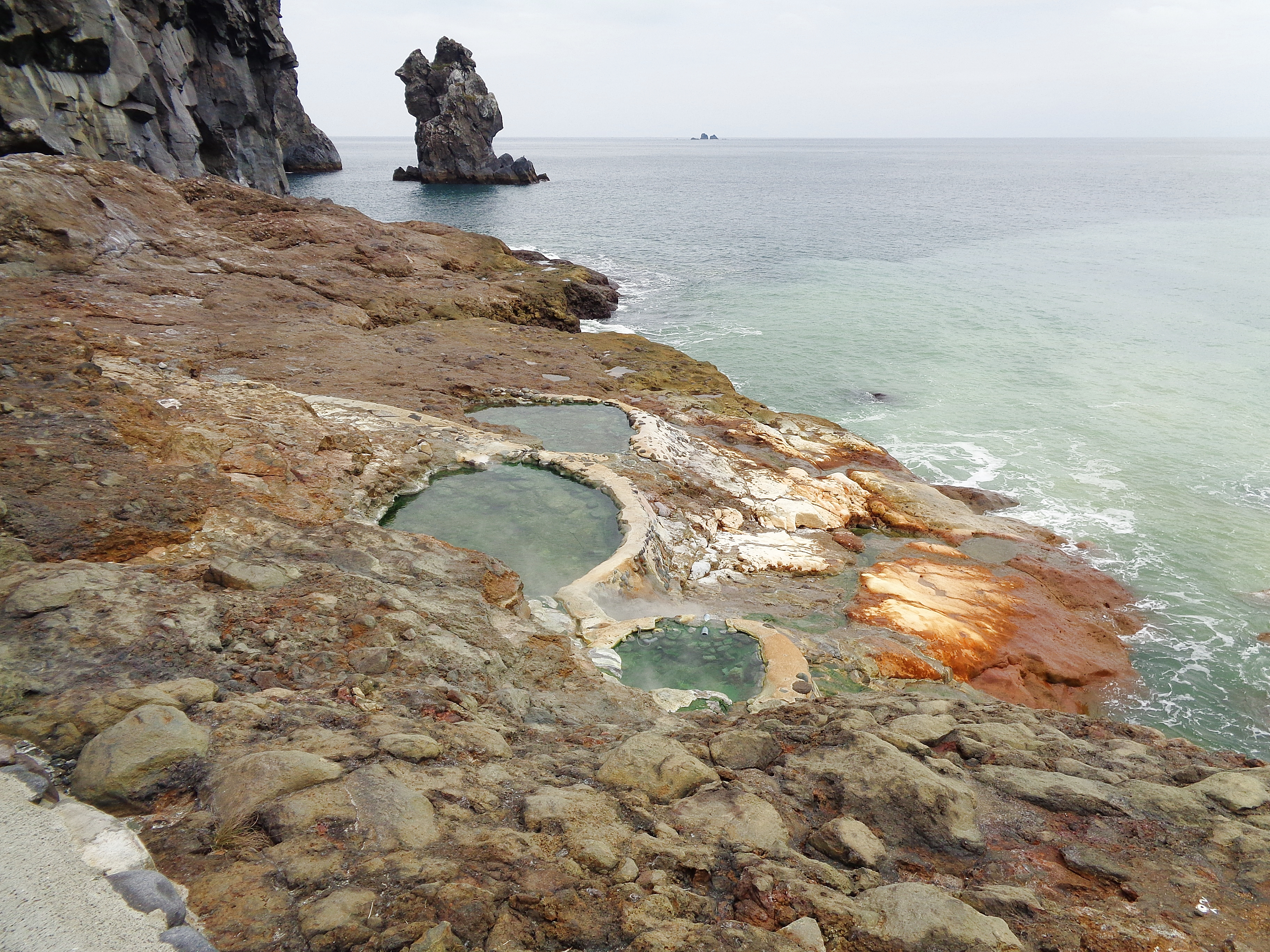
東シナ海を望む薩摩硫黄島の「東温泉」

磯のくぼみに温泉が沸き、満潮の時は水没。干潮の時だけ入浴できるという温泉。それらの中には崖の下の岩場が波で浸食されて洞窟になった場所に温泉が沸いて湯船になっている場所もある。
地鉈温泉、水無海浜温泉などがこれにあたる。

## 人為的な原因による湧出
道路工事や基礎工事の際に比較的浅い部分にある岩盤を掘削して沸き出してしまったり、井戸を掘るつもりが温泉が沸いてしまうことがある。県道や町道の場合は自治体が道端に温泉施設を作るケースもあるが、そのまま垂れ流したり水槽を作って一旦沸いたものを受ける場合があり、その水槽を湯船として利用できるものもある。また、鉱山跡地など掘削の際に沸き出た温泉を利用できるものもある。
金花湯、小坂町の奥奥八九郎温泉などがこれにあたる。

## 古くは温泉地であった場所
以前は温泉地として知られていたが、交通の便が悪い等の理由で、廃業・放置された温泉。湯船が残っていてそのまま利用できる所もある。
香草温泉、入之波温泉近くの五色湯跡、川北温泉、見立温泉などがこれにあたる。

## 整備された源泉を利用
整備された源泉から、利用されないで捨てられているものを集めて入浴する。有志により入浴施設が整備されているケースが多い。和歌山県の湯の谷温泉や、伊豆の河津浜温泉にある海岸の湯船などがこれにあたる。かつて松崎温泉の源泉井の下には源泉井からこぼれ出た湯を集めた湯船も存在した。湧出した湯を集めたものだけでなく、既に利用された後の廃湯を湯船に集めている場合も存在する。